# 薩查希爾卡山
9°50′16″S 77°29′39″W / 9.83778°S 77.49417°W
薩查希爾卡山（Sach'a Hirka），是秘魯的山峰，位於該國北部安卡什大區，由艾哈區和卡塔克區負責管轄，屬於內格拉山脈的一部分，海拔高度4,600米。